# New Greek TV
New Greek TV (сокр. NGTV) — американский грекоязычный телевизионный канал, вещающий из студий в Астории (Куинс, Нью-Йорк). Был основан Димитрисом Кастанасом и запущен в декабре 1987 года под названием «National Greek Television» на телевизионной платформе компании «Time Warner Cable». Единственный греческий телеканал части греческой диаспоры в США.
NGTV — первый ориентированный на американских греков телеканал, транслирующий оригинальные программы, выпускаемые специально для греческой общины Нью-Йорка и агломерации, а также контент, поступающий непосредственно из Греции (телеканалы Action 24, Epsilon TV, Star). Передаёт в эфир новости и текущие события, развлекательные, спортивные и кулинарные программы, ток-шоу и др.
2 августа 2012 года NGTV был продан частной инвестиционной группе, возглавляемой известной греко-американской телеведущей Янной Дарили. Новая владелица впоследствии провела ребрендинг канала, сменив в том числе название на «New Greek TV», а его целевой аудиторией стало новое поколение американских греков.
В сентябре 2014 года NGTV начал функционировать в Канаде.

## Оригинальные программы
- NGTV News Ειδήσεις — ежедневный выпуск региональных и общегосударственных новостей на греческом языке (по понедельникам—пятницам, в 18:30).
- Το Βήμα του Ιπποκράτους — программа о здоровье человека (по средам, в 20:30).
- Προσωπογραφίες — новости и текущие события жизни общины.
- Kalimera USA — еженедельный новостной журнал (по пятницам, в 10:00).
- Divine Liturgy — воскресная месса (по воскресеньям, в 10:00).